# ألف فيلتون
ألف فيلتون (بالإنجليزية: Alf Felton)‏ هو مجدف أسترالي، ولد في 28 أغسطس 1889 في سيدني في أستراليا، وتوفي في 15 ديسمبر 1951 في بريزبان في أستراليا.